# 84095 Davidjohn
84095 Davidjohn este un asteroid din centura principală de asteroizi.

## Descriere
84095 Davidjohn este un asteroid din centura principală de asteroizi. A fost descoperit pe 20 august 2002 la Observatorul Palomar de Robert D. Matson. Asteroidul prezintă o orbită caracterizată de o semiaxă mare de 2,47 ua, o excentricitate de 0,13 și o înclinație de 3,9° în raport cu ecliptica.